# Martina Dogana
Martina Dogana (Valdagno, 10 aprile 1979) è una triatleta italiana.

## Biografia
Vincitrice di diversi titoli a squadre e individuali in ambito nazionale, nella specialità del lungo e negli sprint, abile nella distanza ironman(3,8 km di nuoto, 180 km di bicicletta, 42,195 km maratona).
Nel 2008 vince l'"Ironman France" a Nizza, seconda italiana di sempre nella distanza, e partecipa alla finale mondiale delle Hawaii nella località di Kona-Kailua chiudendo al 15º posto. L'anno seguente si classifica terza ancora all'"Ironman France" e vince il "Tristar Andalusia" in Spagna. Arriva, inoltre, seconda al "Triathlon Zarautz" nei Paesi Baschi e partecipa nuovamente alle finali mondiali alle Hawaii, in cui giunge 23º.Nel 2018 assieme ad altri 6 amici fonda il Martina Dogana Triathlon Team e dal 2016 è consigliere nazionale della federazione italiana triathlon FITRI. 
Nel 2010 arriva settima all'"Ironman Sud Africa" e sesta al "Trigranprix del Kent", in Inghilterra. Vince il titolo continentale a squadre di long distance nei Paesi Baschi insieme a Valentina Filippetto e Edith Niederfriniger, piazzandosi all'ottavo posto della gara individuale. Sempre nello stesso anno partecipa alla seconda edizione del "Desafio Donana" in Andalusia (Spagna), classificandosi al secondo posto alle spalle di Inma Pereiro. Alla prima edizione del "Tristar Sardinia", in Italia, si è classificata all'ottavo posto assoluto, mentre nel triathlon di Laguna Phuket (Thailandia) è arrivata quarta.
Nel 2011 arriva seconda all'ironman france alle spalle di Silvia Felt dopo una gran rimonta nella maratona finale corsa in 3ore 04 minuti. Sempre nel 2011 si classifica 2 al desafio donana in andalusia.
Vanta il record di tre ore e un minuto nella frazione di maratona, fissato a Nizza nel 2009, personale nella mezza maratona di 1 ora 19 min 21 sec stabilito alla mezza maratona di cremona del 2011. Nell'anno 2012 partecipa alla ROMA MARATHON classificandosi al 14 posto assoluto e prima delle atlete italiane con il tempo di 2 ore 51 minuti, sempre nello stesso anno si classifica al 2 posto assoluto nella mezza maratona di VERONA.
Sempre nell'anno 2012 si classifica al 5º posto all'IRONMAN FRANCE a NIZZA,in AGOSTO vince il CHALLENGE VICHY in FRANCIA e in OTTOBRE vince la PRIMA EDIZIONE del TRIATHLON COSTA VERDE 113K nella località di ARBUS in SARDEGNA.
Vince ROMABYNIGHT 2015 con il tempo di 1 ora 24 min ( mezza maratona)nel 2019  a gennaio vince ISRAMAN versione Half,vince Trixman a Civitavecchia e a giugno torna a Nizza x disputare L ultimo  ironman da professionista classificandosi al 4 posto.Nel 2021 vince l'ARONAMEN ed è terza all'IRONDELTA. NEL 2022 vince Artiem half triathlon a MENORCA ed è seconda all' ARONAMEN.

## Palmarès

### Campionati nazionali
- Campionessa italiana di triathlon lungo - 2005, 2006, 2009
- Campionessa italiana di triathlon medio  - 2014, 2016
- Vice Campionessa italiana di triathlon lungo - 2010
- Vice Campionessa italiana di triathlon medio - 2013, 2015
- 3ª classificata ai Campionati italiani di triathlon lungo - 2003
- Campionessa italiana a squadre (Forhans Team) - 2015
- Campionessa italiana a squadre (CY Laser Triathlon Schio) - 2016

### Competizioni internazionali
- Ironman
  - France - 3° (2006), 1° (2008), 3° (2009), 2° (2011), 5°(2012)  4°(2019)
  - South Africa - 7° (2010), 8° (2011)
  - Hawaii - 15° (2008), 23° (2009)
  - Klagenfurt - 5° (2015)
  - Barcellona - 5°(2015)
- Ironman 70.3
  - Italy - 1° (2011), 2° (2014)
  - Pais d'aix - 7°(2012)
- Desafio Dognana
  - Andalusia - 1° (2009), 2° (2010), 2°(2011)
- Bilbao Media Distancia - 2° (2011), 3°  (2012)
- Challenge Vichy - 1° (2012), 2° (2014)
- Challenge Rimini - 7° (2014), 4° (2016)
- Campionati europei di triathlon middle distance del 2013 (Barcelona) -  8° (2013)
- Campionati europei di triathlon middle distance del 2015 (Rimini) - 5° (2015)
- Challenge Venice - 2° (2016): personal best 9 ore 04 min 42 sec,’-4’°(2017)
- Israman - 1° (2015), 2° (2016), 2° (2017)
- Triathlon internazionale Mergozzo - 1° (2013), 1° (2015)
- Irondelta - 1° (2013), 1° (2015) 3 (2021)
- Sardinia Half Triathlon (Cagliari) - 1° (2015)
- Aronamen - 2° (2013),1° (2014), 1° (2015), 1° (2017)  1 (2021) 2 (2022)
- Triathlon internazionale di Cannes - 3° (2014), 6° (2015)
- Half triathlon Chia Laguna - 1° (2016)
- Artiem half triathlon -1° (2022)

## Record
- Challenge Venice 2016: 9:04:42